# Juberri
Juberri (também Juverri) é uma localidade de Andorra, situada na paróquia de Sant Julià de Lòria. Situada a 1.281 metros de altitude, sua população em 2015 foi estimada em 196 habitantes.